# Mahala subaše Alije
Mahala subaše Alije, mahala u Tuzli. Spada među najstarije u Tuzli. Datira iz vremena prijelaza 15. u 16. stoljeće. Ni do danas nije utvrđen njen točan položaj. U izvorima je zapisano da je u njoj bila 41 kuća.